# Helmut Kunz
Pour les articles homonymes, voir Kunz.
Helmut Friedrich Kunz, né le 26 septembre 1910, dans l'Empire allemand, et mort le 23 septembre 1976, est un dentiste allemand connu pour son implication dans les événements de la fin du Troisième Reich. 
Membre de la Schutzstaffel (SS), Helmut Kunz fut accusé d'avoir participé à l'assassinat des enfants de Magda et Joseph Goebbels (le ministre de la propagande nazie), en mai 1945, dans le Führerbunker.
Après la guerre, Helmut Kunz fut capturé par les Soviétiques et passa plus de dix ans en détention avant d'être libéré en 1955. De retour en République fédérale d'Allemagne (RFA), Kunz reprit sa carrière de dentiste, mais son rôle dans les crimes de guerre resta sujet de controverses jusqu'à sa mort.

## Jeunesse
Helmut Friedrich Kunz naît dans la petite ville de Ettlingen près de Karlsruhe dans le Bade-Wurtemberg. Son père, Gustav Kunz est comptable, commerçant et propriétaire d'une usine, tandis que sa mère est femme au foyer. 
De confession protestante, comme l’entièreté sa famille, Helmut Kunz grandit dans le contexte post Première Guerre mondiale et fait partie de la « Kriegsjugendgeneration » (en français : la génération des jeunes de la guerre, marquée par l’impact des conflits et par l’instabilité socio-économique de la République de Weimar).
Après avoir obtenu son diplôme d'études secondaires à Offenburg en 1928, Helmut Kunz entame des études de droit à l'université. Mais, après trois semestres, Kunz décide de se réorienter vers l’odontologie (plus spécifiquement la dentisterie). Kunz poursuit ses études à Iéna, puis à Leipzig et obtient son diplôme de dentiste en 1933. Sa thèse, qui a comme sujet « Investigations sur la carie dentaire chez les écoliers en tenant compte de la durée de l’allaitement », démontre la rigueur scientifique qui le suivra par la suite.

## Vie personnelle
Après avoir obtenu sa licence d’exercer, Helmut Kunz travaille comme assistant-dentiste à Strasbourg, à Blankenhain et à Buttstädt.
Helmut Kunz adhère à la SS en avril 1934 alors qu’il n’est pas membre du Parti national-socialiste des travailleurs allemands (en allemand : Nationalsozialistische Deutsche Arbeiterpartei, NSDAP) qu'il intègre ultérieurement, en mai 1937. Dès mars 1936, Kunz établit son cabinet à Lucka, en Thuringe, et exerce jusqu’au début de la guerre.
En 1937, Helmut Kunz se marie et devient père de trois enfants, tout en poursuivant ses ambitions académiques. C’est en 1939 que Kunz reçoit son doctorat en dentisterie à Leipzig.

## Seconde Guerre mondiale
En juin 1939, Helmut Kunz est appelé au service militaire et, en août 1940, il intègre la Waffen-SS. Initialement affecté à la division « Totenkopf », il est envoyé sur le front de l’Est ; en septembre 1941, il y est blessé par des éclats, le conduisant à être réaffecté à des tâches médicales hors champs de combats.
En octobre 1943, Helmut Kunz rejoint l’office du Reichsarzt-SS Ernst Robert Grawitz, sous l’autorité de Hugo Blaschke — responsable suprême des dentistes de la SS et dentiste personnel de Hitler.
En avril 1945, dans un contexte de déroutes et de débâcles, Helmut Kunz est transféré au bunker de la Chancellerie du Reich (en allemand : Reichskanzlei, en allemand : Führerbunker), où il soigne notamment Magda Goebbels,.
La situation sur le front dégénère rapidement, du pire en pire, et Magda Goebbels prévoit le suicide pour éviter une capture par les Soviétiques. Elle ordonne à Helmut Kunz de l’aider à mettre fin à la vie de ses six enfants.

### Assassinat des enfants Goebbels
« Enfermée dans son idéologie absurde, la « femme modèle » du IIIe Reich craint d'être livrée à la « vengeance juive » après l'effondrement de la dictature. »

— Guido Knopp, Hitler's Women
Contrairement à la majorité des hauts dignitaires nazis qui abandonnent Hitler dans les derniers moments de la guerre, Joseph Goebbels démontre sa loyauté en s'installant avec sa famille dans le Vorbunker, infrastructure souterraine directement connectée au Führerbunker par les jardins adjacents de la Chancellerie du Reich.
Helmut Kunz établit ses premiers contacts professionnels avec Magda Goebbels lors du traitement d'un abcès mandibulaire.
Le 27 avril 1945, Magda Goebbels prend sa décision et sollicite Kunz, lui formulant la requête — l'aide à mettre fin aux jours de ses enfants —. Le 1er mai, Magda Goebbels convoque Helmut Kunz au Vorbunker. Elle communique le décès de Hitler et la situation critique des derniers occupants tentant de rompre l'encerclement soviétique à Kunz.

« Six assassinats et deux suicides
Mais qui donc va se charger de mettre à mort des enfants, dont plusieurs sont d’ailleurs des adolescents, sans qu’ils se doutent du sort qui les attend et le rejettent ? »

— Philippe Valode, Ils ont préféré en finir - Le suicide des chefs nazis
Les Goebbels, qui ont pris la décision de mettre un terme à leur existence quelques jours auparavant, exigent l'assistance de Helmut Kunz pour procéder pour leurs enfants.
Le témoignage ultérieur de Kunz aux soviétiques indique qu’il procède à l'administration d'une dose de morphine — préalablement obtenue du Dr. Ludwig Stumpfegger — destinée à plonger les enfants Goebbels dans un état de non-conscience, avant l'administration de capsules de cyanure létales. Dans ces mêmes témoignages post-guerre, Helmut Kunz réfute le fait qu’il administre les capsules de cyanure. Ceci est remis en question par le témoignage postérieur d’un sous-officier.

### Captivité
« Certains prisonniers de guerre, avant tout ceux restés en URSS aprés 1950, ont passé 5 à 10 années dans un environnement militaire, dans une captivité déterminée par des règles militaires. »

— Jean-Claude Catherine
Capturé par l’Armée rouge le 2 mai 1945,, Helmut Kunz est confronté à la justice. Durant une décennie, Kunz est détenu dans les camps de prisonniers de guerre en Union soviétique.
En février 1952, le tribunal militaire de Moscou condamne Helmut Kunz à un quart de siècle de détention en invoquant sa participation dans l’affaire des enfants Goebbels, mais grâce à des négociations menées par Konrad Adenauer, alors chancelier, Helmut Kunz est libéré anticipativement fin 1955 et il rejoint l’Allemagne de l’Ouest en tant que l’un des derniers prisonniers libérés. Dans sa déposition finale, Helmut Kunz déclare qu'il a injecté de la morphine aux enfants, mais que c'est Magda Goebbels, ou le Dr Ludwig Stumpfegger, qui ont glissé les capsules de cyanure des enfants.
Toutefois, cela contredit le témoignage de l'Oberscharführer Rochus Misch, membre des gardes du corps de Hitler (en allemand : Führerbegleitkommando) et chef des communications dans le Führerbunker, concernant les déclarations du secrétaire d'État de Goebbels au Ministère de la Propagande, Werner Naumann. Naumann et Misch ont tous deux déclaré que c'est le chirurgien de Hitler (le Dr. SS Stumpfegger) qui a mélangé une boisson narcotique sucrée pour endormir profondément les enfants Goebbels avant que Magda Goebbels ne mette des capsules de cyanure dans leur bouche,. 

## Post-captivité, vie et mort
En 1955, de retour dans une Allemagne marquée par son passé national-socialiste, mais aussi en pleine renaissance, Helmut Kunz entreprend une réintégration dans le milieu dentaire.
C’est en février 1956, Helmut Kunz se rend à la clinique dentaire de Münster dans le cadre d’une requalification et peu de temps après, Kunz s’installe à Freudenstadt dans la Forêt-Noire, où il ouvre son cabinet.
La vie de Kunz post Seconde Guerre mondiale est également marquée par des bouleversements, son premier mariage se termine par un divorce. En 1958, il se remarie et sa femme devient sa collaboratrice.
Malgré la discrétion de son existence post-guerre, les enquêtes judiciaires et médiatiques restent suspendues quant à son implication dans la mort des enfants Goebbels.
Les tribunaux allemands refusent de condamner Helmut Kunz, et il reste libre, continuant la pratique dentaire, domaine dans lequel il est très apprécié jusqu'à sa mort. Il décède à Freudenstadt en 1976, et est enterré au Städtischer Friedhof (cimetière municipal).